# Марков, Александр Викторович (философ)
Алекса́ндр Ви́кторович Ма́рков (род. 20 декабря 1976, Москва) — российский философ, литературовед, искусствовед, культуролог, переводчик, арт-куратор. Доктор филологических наук (2014).

## Биография
Родился в Москве. В школьные годы увлекался математикой, философией, литературным творчеством, выступал как книжный обозреватель и критик.
В 1994—1999 году учился в МГУ имени М. В. Ломоносова на филологическом факультете, диплом посвящен истории техник перевода. Также имеет искусствоведческое образование, магистратура по теории и истории искусства.
18 ноября 2002 года защитил в МГУ кандидатскую диссертацию «Проблема судьбы творца у позднего Хайдеггера» (научный руководитель А. Л. Доброхотов; официалные оппоненты В. Л. Махлин и В. Ю. Файбышенко).
Преподавал в МГУ имени М. В. Ломоносова, МИСиС, МАТИ-РГТУ имени К. Э. Циолковского, РМАТ, РАНХиГС
Работал редактором и переводчиком по договору ГПХ в издательствах «Новое литературное обозрение», «Издательство ГУ ВШЭ», АСТ, РИПОЛ-Классик
С 2011 года преподаёт в РГГУ. Профессор кафедры кино и современного искусства.
Наибольшее влияние оказали научные командировки в Афины (2001), Оксфорд]] (2013) и Париж (2014), где и обозначились основные темы исследований. Своими российскими учителями считает В. В. Бибихина и О. А. Седакову.
30 октября 2014 года защитил в РГГУ докторскую диссертацию «Воображаемое и границы художественности в европейской литературе» (научный консультант В. А. Колотаев; официальные оппоненты Т. Д. Венедиктова, Г. Ч. Гусейнов и Н. В. Семёнова).
Читал курсы и гостевые лекции в Колумбийском университете, Городском университете Нью-Йорка, Университете Пумпеу Фабра, Университете Турку, Бохумском университете, Университете Лозанны, Национальном университете Узбекистана и других университетах. Также читал популярные лекции в Парке «Зарядье» (Москва), проекте «Эшколот» и на других площадках Москвы, Санкт-Петербурга, Перми, Екатеринбурга, Красноярска, Ростова-на-Дону, Нижнего Новгорода, Владимира и других городов.
Работал редактором интернет-изданий, наставником проектных работ школьников в молодёжной программе Пушкинский. Youth ГМИИ имени А. С. Пушкина, в Гимназии имени Е. М. Примакова, в Образовательном центре «Сириус».

## Творчество
Александр Викторович Марков — автор более 800 работ по теории и истории искусства, поэтике экфрасиса, жанрам философского высказывания, современному искусству. Автор более 100 переводов научной и художественной литературы, в том числе выходивших отдельными авторскими книгами.
Постоянно публикуется в журналах «Новое литературное обозрение», «Новый мир», «Знамя», «Знание-Сила», «Волга», в газетах «Троицкий вариант-Наука» и «Учительская газета».
Автор множества публикаций в специальных научных изданиях.
Регулярно выступает на телевидении в передачах «Наблюдатель» и «Новости. Подробно» (телеканал «Культура»).
Ведет видеоканал на Youtube.
Две подборки стихов опубликованы в журнале «Волга».
Куратор выставки «Трансатлантические встречи: андеграунд и новый авангард» (2019).

## Философские тезисы
Философская система Александра Маркова формировалась под влиянием трудов Хайдеггера, Витгенштейна и постструктуралистов и представляет собой вариацию некоторых положений французской теории и новых онтологий. Согласно Маркову, вещи обладают различными степенями бытия, при этом, так как человек никогда не может сказать, что он обладает высшей степенью бытия, он не может создавать непротиворечивой онтологии. Все онтологии на самом деле являются учениями о сильных связях между вещами, которые оказываются востребованы для аргументации уже в других областях философии. Поэтому современная философия может изучать сильные и слабые связи между вещами, при этом как наука, так и искусство, особенно поэзия, выступают как инструмент для дифференциации слабых связей, для понимания того, какая связь достаточна, чтобы соединить одну онтологическую неполноту с другой. Эстетика, этика и другие дисциплины выступают там, где одна из вещей с онтологической неполнотой уже внутри связи создает иллюзию или эффект реальности онтологической полноты, например, если мы локализуем эту вещь в себе, мы получаем этику, если мы локализуем вторично в этике эту вещь, мы получаем совесть. Такая система позволяет примирить субъективное и объективное, не подчиняя действительное строение мира частным ценностным порядкам.

## Премии
Шорт-лист Премии Андрея Белого (2015 и 2017)
Шорт-лист Премии Кандинского (2022)
Премия «Неистовый Виссарион» в номинации «Перспектива» (2022)

## Отзывы
Юлий Анатольевич Халфин, школьный учитель литературы, так отзывался о Маркове:
Время от времени, когда я читал в классе важную лекцию, я стал задавать на дом «реставрацию конспекта». Конспект должен был быть превращен в связную и логически убедительную работу. Лучшие сочинения я читал в классе. Вот характерный диалог:
— Кто понравился больше?
— Саша Марков.
— А кто более всего отступил от моей лекции?
— Саша Марков.
— А кто наиболее адекватно реставрировал лекцию?

Опять оказался тот же герой. Это естественно. Конспект не может зафиксировать все. Лучше написал тот, кто понял целое, а мотивировал своими доводами. 
В другой статье он подробнее говорит о том же: 
Хорошо, конечно, когда встречается среди ребят человек незаурядный. Таким был у меня в девяностые годы Саша Марков (сегодня он специалист по античности). Часто он давал беседе совершенно неожиданный поворот. Не раз я останавливал беседу и просил Сашу повторить его мысль. Затем сам формулировал её и просил всех записать как основополагающую. Не в пример профессорской дочери (о ней я вспоминал выше), которая была заядлой спорщицей и дерзким оппонентом, Саша был всегда корректен. Но мог во время объяснения поднять руку и сказать что-нибудь вроде:— Мне хотелось добавить к этому мысль Владимира Соловьёва…
Нередко такое высказывание заставляло меня понять многое по-иному, и по-иному выстраивалось моё объяснение.
Критик Ольга Балла (многократно писавшая о книгах Маркова) оценивала работу Маркова так:
Место Маркова в нынешней литературоведческой мысли вообще уникально. Хотя бы уже тем, что способы видения, свойственные, с одной стороны, филологу, с другой — философу, с третьей — историку культуры (отдельным пунктом — истории религии и религиозной мысли), с четвёртой, пожалуй, — поэту — действуют у него одновременно и, накладываясь друг на друга, создают своеобразную, штучную стереоскопию. Впрочем, в марковском коренном двуединстве филолога и философа последний — вопреки филологичности самим же автором заданной темы исследования — оказывается всё-таки ведущим. Марков, при всём своём скрупулёзном внимании к словам, — не «словесник», он «смысловик»; слово волнует его как носитель больших смысловых тенденций, выходящих далеко за пределы слова, но в нём сфокусированных, пойманных словом, как солнечный луч -линзой. То, что выходит из-под его пера — по существу, даже не теория культуры, а философия, осуществлённая на филологическом материале. Маркова занимает устройство и динамика человеческих смыслов как таковых, — и взаимоотношения «классического» с неклассическим и постклассическим, устоявшегося — с новизной, — лишь наиболее удобный повод это рассмотреть. Возникновение нового, точки новизны — те изломы, на которых становится возможным увидеть процессы, остающиеся при более рутинном, инерционном развитии скрытыми.
Литературовед и критик Анна Синицкая в рецензии на ту же книгу писала:
В тексте Маркова методологическая механика пытается превратиться в органику (борьба-столкновение органики и механики в литературе — тоже один из важнейших сюжетов книги). Надо признать, такая попытка удается: перед читателем возникает самопорождающийся ассоциативный ряд, в котором никакие готовые определения и впрямь невозможны.

## Критика
Выполненный Александром Марковым перевод «Метафизики» Аристотеля вызвал резкую критику специалистов. По мнению критиков, в этом переводе произвольные решения, непоследовательность в передаче терминов, вольная интерпретация грамматических конструкций, резкий разрыв с существующей школьной традицией изучения античной философии и стремление к оживлению текста искажают мысль Аристотеля. Александр Марков в ответах указывал, что сложность мысли Аристотеля как раз требует отступать от буквальной передачи синтаксиса оригинала и воспроизводить в переводе внутренний диалог, а не только формулировки. Данная дискуссия не получила завершения.

## Personalia
Закроева Г. А. Трансформация литературных мотивов в онейрических текстах А. В. Маркова / Антропология сновидений : Сборник научных статей по материалам конференции, Российский государственный гуманитарный университет, 29-31 августа 2020 года. — Москва: Российский государственный гуманитарный университет, 2021. — С. 257—264.